# Jmenuji se Alice
Jmenuji se Alice je český román pro děti a mládež, jeho autorkou je spisovatelka Ivona Březinová. Kniha byla vydána v roce 2002 nakladatelstvím Albatros. Jedná se o knihu z cyklu Holky na vodítku. V knize se prolínají dvě hlavní časové roviny. První rovinu tvoří terapeutický deník Alice, v němž volně vypráví o svých minulých zkušenostech s drogovou závislostí. Druhou rovinu pak tvoří popisy emocí a zážitků z aktuálního pobytu v léčebně, které mají na čtenáře působit autenticky. Knihu ilustroval Jozef Gertli Danglár, je určena pro čtenáře od čtrnácti let. Autorka s touto knihou získala řadu ocenění – Zlatou stuhu (2002), Výroční cenu nakladatelství Albatros (2003) či Cenu učitelů (2002). Autorka na knize pracovala také s řadou odborníků, například s primářem psychiatrického oddělení v Ústí nad Labem MUDr. Petrem Žižkovským.

## Děj
Alice je obyčejná dívka žijící ve zcela průměrné rodině. Její matka je učitelka na základní škole, trochu přísná a pořád ve stresu, není zvyklá na selhání. Otec podniká a má málo času na rodinu, často je mimo domov. Alicin mladší bratr Vilím, který se narodil nedonošený, a je tak často nemocný, přitahuje veškerou pozornost. Naopak Alici se zdá, že nemá žádné problémy. Od mala exceluje ve všem, co dělala, byla samostatná, chytrá a spolehlivá. Její rodiče si ji představují jako budoucí lékařku.
Nicméně na střední škole se věci začínají komplikovat. Alice se najednou potýká s horšími výsledky a musí se začít více učit doma. To ji vyčerpává, navíc ji děsí, že zklame rodiče. Její kamarádky školu zvládají bez velkých problémů, což je pro Alici záhadou. Jednou jí nabídnou tabletku na koncentraci a pozornost, což spustí řetězovou reakci událostí, nad kterými Alice ztratí kontrolu.
Používání tablet sice chvíli pomáhá, ale brzy to přestane stačit. Alice chce víc. Jakmile se vyskytne skulina v podobě samostatně prožitých prázdnin, zatouží být sama sebou a vyzkoušet vše zakázané. Nejdříve potká kluka, s nímž si občas dá trávu, ale poté, co se seznámí s Metodem, začne s tvrdými drogami. Její život se stane kolotočem nekontrolovaných událostí, který ji stále více pohlucje.

## Postavy

### Hlavní postavy
- Alice – hlavní hrdinka, nepochopená narkomanka
- matka – věčně ve stresu, přísná, zajímá se hlavně o Vilíma
- otec – o děti se moc nezajímá, řeší hlavně práci, vášnivý kuřák
- Metod – narkoman, láska Alice

### Vedlejší postavy
- Vilím – Alicin bratr, rozmazlený, má veškerou pozornost rodičů
- Henryk – jako první dá Alici drogy
- ostatní pacienti léčebny
- doktor Bílek

## Přijetí díla
Dle recenzí byla kniha přijata kladně jak čtenáři, tak kritiky. Čtenářům se na knize líbí hlavně to, že autorka v celém cyklu Holky na vodítku otevírá tabuizovaná témata, ať už to jsou drogy, anorexie či gamblerství. Čtenářům i kritikům se líbí užití terapeutických deníků, které zachycují výjevy z léčebny. Jazyk, který autorka použila, je další z prvků, který knize dodává na autenticitě, a autorka zde předvádí znalost hrubého slovníku narkomanů. Zároveň díky němu dokáže popisovat psychické hrůzy a rozkoše, které tito lidé prožívají i za cenu ztráty života. Kniha se setkala také s kritikou, zaměřenou především na závěr, v němž autorka vyprávění nečekaně a náhle uzavřela a tím dle některých posunula knihu do komerční roviny. Většina kritiků se nicméně shoduje na tom, že autorka si zaslouží chválu za protidrogový apel díla.

## Adaptace
Český rozhlas roku 2002 připravil pětidílné rozhlasovou adaptaci knihy, zpracování bylo úspěšné.